# Praxeus
"Praxeus" é o sexto episódio da 12.ª temporada da série de ficção científica britânica Doctor Who, transmitido originalmente através da BBC One em 2 de fevereiro de 2020. Foi escrito por Pete McTighe e o showrunner da série, Chris Chibnall, sendo dirigido por Jamie Magnus Stone.
O episódio apresenta Jodie Whittaker como a Décima terceira Doutora, ao lado de Bradley Walsh, Tosin Cole e Mandip Gill como seus acompanhantes, Graham O'Brien, Ryan Sinclair e Yasmin Khan, respectivamente. Nele, o grupo percorre vários países para investigar fenômenos estranhos, incluindo pássaros agindo de forma estranha.
O episódio foi assistido por 5,22 milhões de telespectadores e recebeu críticas mistas.

## Enredo
A Doutora e seus acompanhantes, acompanhados pelo ex-policial Jake, pela videoblogueira Gabriela e pelos médicos pesquisadores Suki e Amaru, investigam uma nova bactéria que infecta pessoas no Peru, Hong Kong e Madagáscar. Os infectados ficam cobertos por escamas cinzentas antes que seus corpos explodam. Os pássaros nas áreas locais também começaram a agir agressivamente com os humanos.
O grupo descobre que Adam, marido de Jake e astronauta, está infectado e está mantido em um laboratório de Hong Kong. Ao resgatá-lo, eles são atacados por humanoides em trajes de risco biológico. Yaz e Gabriela ficam para trás para investigar mais, enquanto o resto do grupo vai para o laboratório de Suki em Madagáscar via TARDIS para estudar Adam. Yaz e Gabriela veem outro humanoide usar um painel para se teletransportar para algum lugar e seguem-no, acabando em um lugar de aparência alienígena.
A Doutora determina que a bactéria é atraída pelos microplásticos que saturaram os seres vivos e que as enzimas naturais dos pássaros estão tentando combatê-la, tornando-os violentos. Ao gerar um antídoto, ela percebe que o laboratório de Suki está perfeitamente equipado para esta tarefa, e Suki revela que ela é um dos remanescentes de uma raça alienígena devastada por Praxeus, o nome da bactéria. Quando Yaz informa a Doutora sobre sua descoberta, Suki se teletransporta. Depois que os pássaros matam Amaru na praia e invadem o laboratório, a Doutora e os outros fogem para a TARDIS e posteriormente para a localização de Yaz. Adam se voluntaria como cobaia para o antídoto, e a Doutora programa a TARDIS para sintetizar mais, caso tenha sucesso.
Ao chegarem, a Doutora determina que eles estão no fundo do mar em uma concha de plástico feita a partir da mancha de lixo do Oceano Índico. Eles encontram Suki a bordo de sua nave e descobrem que sua espécie veio à Terra, rica em plásticos, para estudar Praxeus e criar seu próprio antídoto. Quando Suki exige o antídoto da Doutora, ela é informada de que ele só funcionará em humanos. Suki de repente sucumbe ao Praxeus e é morta. A Doutora descobre que a nave funciona com combustível orgânico e, com Adam curado com sucesso, faz com que seus aliados carreguem o lote de antídoto na nave e o coloque em rota para explodir na atmosfera para distribuí-lo através da corrente de jato. O piloto automático falha, entretanto, e Jake fica para trás para pilotar a nave em seu curso, enquanto os outros recuam para a TARDIS. A Doutora usa a TARDIS para resgatar Jake um milissegundo antes da destruição da nave. Com a cura espalhada com sucesso, a Doutora deixa Jake, Adam e Gabriela, e Ryan sugere que eles viajem juntos pelo mundo.

## Produção
"Praxeus" foi escrito por Pete McTighe e pelo showrunner e produtor executivo Chris Chibnall. McTighe também já havia um episódio na temporada anterior, "Kerblam!". De acordo com ele, o episódio tinha como objetivo trazer os Autons de volta.
Molly Harris apareceu como uma personagem chamada Suki Cheng. Outros membros do elenco foram anunciados na Doctor Who Magazine n.º 547 no início de janeiro de 2020. Warren Brown também foi escalado para o episódio. A atriz Gabriela Toloi se tornou a primeira brasileira a aparecer em Doctor Who, aparecendo como a personagem Jamila.
Jamie Magnus Stone dirigiu o terceiro bloco de produção da 13.ª temporada, composto pelo primeiro e sexto episódios. "Praxeus" foi filmado em parte na África do Sul, incluindo a Cidade do Cabo, junto com "Spyfall" como parte do primeiro bloco de filmagem.

## Transmissão e recepção
| Críticas profissionais:           | Críticas profissionais: |
| Pontuações agregadas              | Pontuações agregadas    |
| Fonte                             | Avaliação               |
| --------------------------------- | ----------------------- |
| Rotten Tomatoes (Pontuação Média) | 71%                     |
| Rotten Tomatoes (Tomatometer)     | 6,3/10                  |
| Avaliações da crítica             |                         |
| Fonte                             | Avaliação               |
| The A.V. Club                     | B+                      |
| Entertainment Weekly              | B                       |
| Metro                             | [ 13 ]                  |
| Radio Times                       | [ 14 ]                  |
| The Independent                   | [ 15 ]                  |
| The Telegraph                     | [ 16 ]                  |

"Praxeus" foi ao ar na BBC One em 2 de fevereiro de 2020. Foi assistido por 3,97 milhões de telespectadores durante a noite de estreia, tornando-se o quarto programa mais assistido do dia no Reino Unido. O episódio teve uma pontuação no Índice de Apreciação do Público de 78. O episódio recebeu um total oficial de 5,22 milhões de espectadores em todos os canais do Reino Unido.

### Recepção crítica
O episódio recebeu um índice de aprovação de 71%, e uma classificação média de 6,3/10, no Rotten Tomatoes, um site agregador de críticas com base em 13 avaliações. O consenso no site diz: "Um retrocesso em relação à edição anterior, 'Praxeus' é uma caixa misteriosa que não acrescenta muito, mas ainda é um retorno bastante divertido ao básico de Doctor Who."